# دی‌ان‌بی نورد
دی‌ان‌بی نورد (انگلیسی: DnB NORD) شرکت خدمات مالی و بانکداری دانمارکی است، که در سال ۲۰۰۶ توسط رونه برکه تأسیس شد.